# Minche du Diable
La Minche du Diable, appelé aussi menhir de la Pierre Combe, est un menhir situé à Vairé, dans le département français de la Vendée.

## Protection
L'édifice est inscrit au titre des monuments historiques par arrêté du 5 mars 1969.

## Description
Le menhir est un bloc de roche siliceuse parcourue de nombreux filons de quartz, en position légèrement inclinée. Il mesure 3,70 m de hauteur pour 2,40 m de largeur à la base. La pierre comporte plusieurs fractures et des traces d'éclats thermiques à la base résultant d'une tentative de destruction à la fin du XXe siècle.
En 1907, une hache polie fut découverte au pied du menhir.
À environ 200 m au sud-est, il existait une autre pierre, dénommée le Palet du Diable ou Pierre Dormante, qui était peut-être un menhir renversé au sol. Cette pierre située aux alentours de la carrière a été déplacée un peu plus loin dans les années 1990.

## Légende
Selon la légende, ce menhir servit autrefois de but au Diable et à un ange qui jouaient à la meinge (sorte de jeu de palet). L'ange était si adroit que son palet atterrit tout près du menhir. Il en fut différemment pour le Diable qui envoya son rocher à mi-chemin du but. De rage, son ego touché, le diable s'enfuit. Depuis, le menhir est appelé la Meinge-du-Diable.